# 東中神站
東中神站（日语：／ Higashi-nakagami eki */?）是一個位於東京都昭島市玉川町一丁目，屬於東日本旅客鐵道（JR東日本）青梅線的鐵路車站。車站編號是JC 52。

## 車站結構
對向式月台2面2線的地面車站。各月台以跨線天橋聯絡。為了無障礙通行政策，2007年（平成19年）月台與跨線天橋設置了扶手電梯、斜坡、多機能廁所。

### 月台配置
| 番線 | 路線             | 方向 | 目的地                       | 備註                                           |
| ---- | ---------------- | ---- | ---------------------------- | ---------------------------------------------- |
| 1    | 青梅線、五日市線 | 下行 | 青梅、奧多摩、武藏五日市方向 | 經拜島站直通 五日市線 （往武藏五日市方向列車） |
| 2    | 青梅線、中央線   | 上行 | 立川、新宿、東京方向         | 經立川站直通 中央線 （往東京方向列車）         |

（來源：JR東日本:車站構內圖 （页面存档备份，存于））

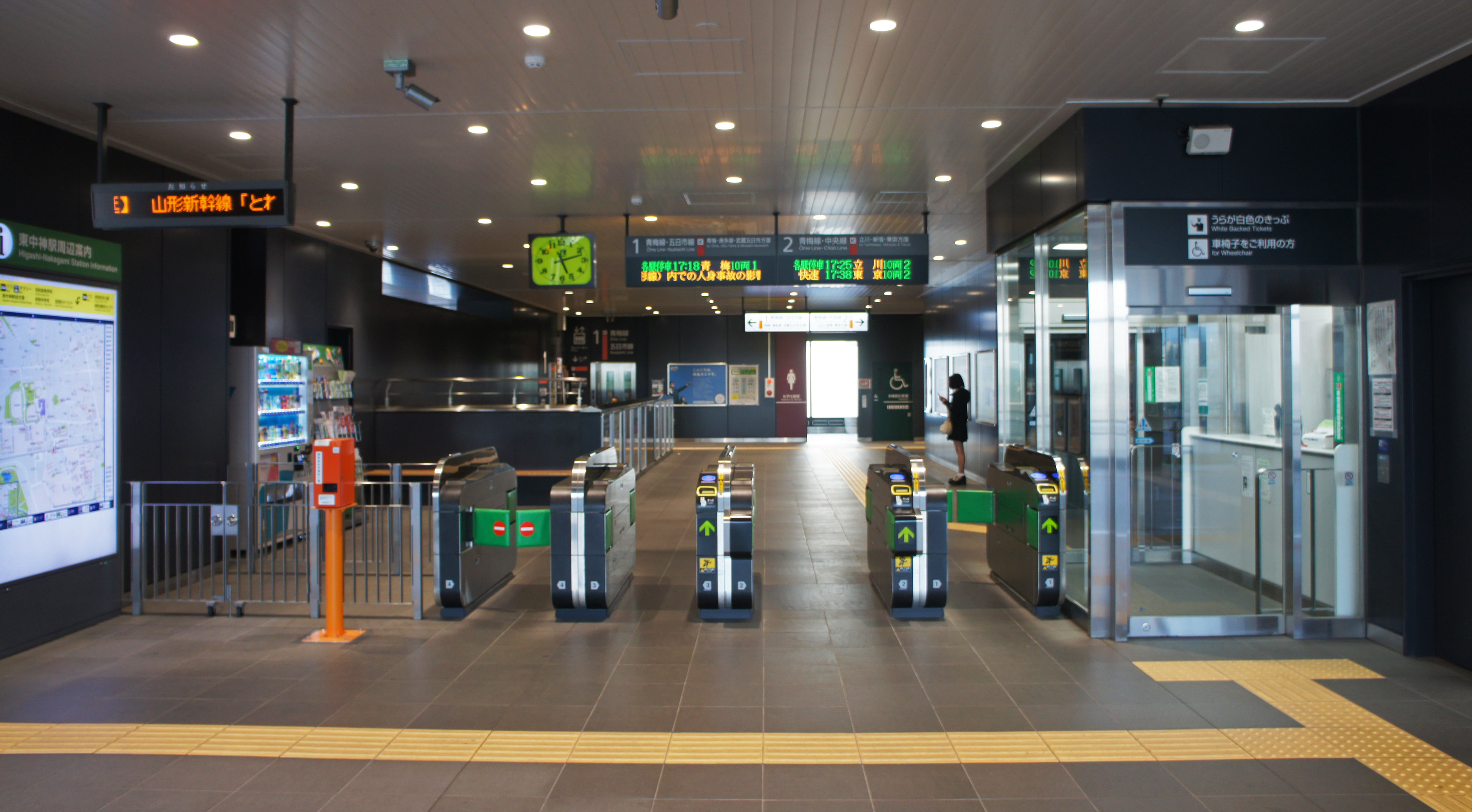
閘口（2021年4月）
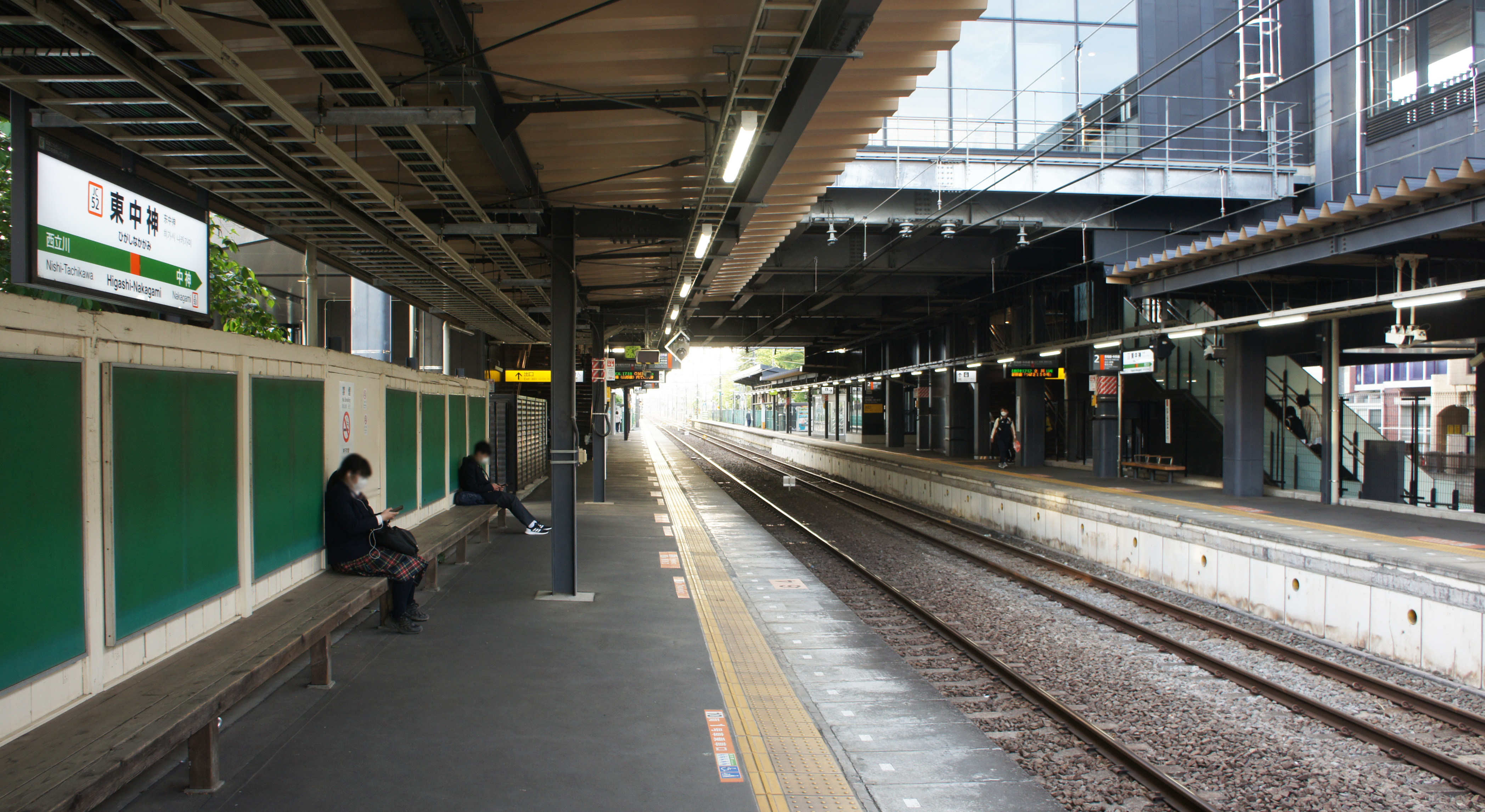
月台（2021年4月）

## 使用情況
2019年（令和元年）度的1日平均上車人次為7,186人。
近年的推移如下表。
| 年度               | 1日平均 上車人次 | 來源     |
| ------------------ | ---------------- | -------- |
| 1990年（平成02年） | 8,129            | [ * 1 ]  |
| 1991年（平成03年） | 8,366            | [ * 2 ]  |
| 1992年（平成04年） | 8,392            | [ * 3 ]  |
| 1993年（平成05年） | 8,419            | [ * 4 ]  |
| 1994年（平成06年） | 8,362            | [ * 5 ]  |
| 1995年（平成07年） | 8,216            | [ * 6 ]  |
| 1996年（平成08年） | 8,238            | [ * 7 ]  |
| 1997年（平成09年） | 8,060            | [ * 8 ]  |
| 1998年（平成10年） | 7,803            | [ * 9 ]  |
| 1999年（平成11年） | 7,620            | [ * 10 ] |
| 2000年（平成12年） | 7,480            | [ * 11 ] |
| 2001年（平成13年） | 7,376            | [ * 12 ] |
| 2002年（平成14年） | 7,309            | [ * 13 ] |
| 2003年（平成15年） | 7,139            | [ * 14 ] |
| 2004年（平成16年） | 7,097            | [ * 15 ] |
| 2005年（平成17年） | 7,098            | [ * 16 ] |
| 2006年（平成18年） | 7,058            | [ * 17 ] |
| 2007年（平成19年） | 7,086            | [ * 18 ] |
| 2008年（平成20年） | 7,090            | [ * 19 ] |
| 2009年（平成21年） | 7,024            | [ * 20 ] |
| 2010年（平成22年） | 7,021            | [ * 21 ] |
| 2011年（平成23年） | 6,868            | [ * 22 ] |
| 2012年（平成24年） | 6,976            | [ * 23 ] |
| 2013年（平成25年） | 7,087            | [ * 24 ] |
| 2014年（平成26年） | 6,966            | [ * 25 ] |
| 2015年（平成27年） | 7,079            | [ * 26 ] |
| 2016年（平成28年） | 7,105            | [ * 27 ] |
| 2017年（平成29年） | 6,950            | [ * 28 ] |
| 2018年（平成30年） | 7,189            | [ * 29 ] |
| 2019年（令和元年） | 7,186            |          |

## 相鄰車站
東日本旅客鐵道
 青梅線
■■特別快速「假日快速奧多摩、秋川」（只限週末假日）
通過
■通勤特快（只限平日上行）、■青梅特快、■通勤快速（只限平日下行）、■快速、■各站停車（以上全部青梅線內各站停車）
西立川（JC 51）－東中神（JC 52）－中神（JC 53）

### 使用情況
1. ↑  東京都統計年鑑 （页面存档备份，存于） - 東京都
2. ↑  統計あきしま （页面存档备份，存于） - 昭島市

JR東日本2000年度以後的上車人次
1. ↑  各駅の乗車人員（2000年度） （页面存档备份，存于） - JR東日本
2. ↑  各駅の乗車人員（2001年度） （页面存档备份，存于） - JR東日本
3. ↑  各駅の乗車人員（2002年度） （页面存档备份，存于） - JR東日本
4. ↑  各駅の乗車人員（2003年度） （页面存档备份，存于） - JR東日本
5. ↑  各駅の乗車人員（2004年度） （页面存档备份，存于） - JR東日本
6. ↑  各駅の乗車人員（2005年度） （页面存档备份，存于） - JR東日本
7. ↑  各駅の乗車人員（2006年度） （页面存档备份，存于） - JR東日本
8. ↑  各駅の乗車人員（2007年度） （页面存档备份，存于） - JR東日本
9. ↑  各駅の乗車人員（2008年度） （页面存档备份，存于） - JR東日本
10. ↑  各駅の乗車人員（2009年度） （页面存档备份，存于） - JR東日本
11. ↑  各駅の乗車人員（2010年度） （页面存档备份，存于） - JR東日本
12. ↑  各駅の乗車人員（2011年度） （页面存档备份，存于） - JR東日本
13. ↑  各駅の乗車人員（2012年度） （页面存档备份，存于） - JR東日本
14. ↑  各駅の乗車人員（2013年度） （页面存档备份，存于） - JR東日本
15. ↑  各駅の乗車人員（2014年度） （页面存档备份，存于） - JR東日本
16. ↑  各駅の乗車人員（2015年度） （页面存档备份，存于） - JR東日本
17. ↑  各駅の乗車人員（2016年度） （页面存档备份，存于） - JR東日本
18. ↑  各駅の乗車人員（2017年度） （页面存档备份，存于） - JR東日本
19. ↑  各駅の乗車人員（2018年度） （页面存档备份，存于） - JR東日本
20. ↑  各駅の乗車人員（2019年度） （页面存档备份，存于） - JR東日本

東京都統計年鑑
1. ↑  .   [2020-07-29]. （原始内容存档于2016-03-05）.
2. ↑  .   [2020-07-29]. （原始内容存档于2016-03-05）.
3. ↑  .   [2017-12-11]. （原始内容存档于2013-08-15）.
4. ↑  .   [2017-12-11]. （原始内容存档于2013-02-03）.
5. ↑  .   [2017-12-11]. （原始内容存档于2013-02-03）.
6. ↑  .   [2017-12-11]. （原始内容存档于2013-02-03）.
7. ↑  .   [2017-12-11]. （原始内容存档于2013-02-03）.
8. ↑  .   [2017-12-11]. （原始内容存档于2016-03-04）.
9. ↑  東京都統計年鑑（平成10年）PDF
10. ↑  東京都統計年鑑（平成11年）PDF
11. ↑  .   [2017-12-11]. （原始内容存档于2016-03-04）.
12. ↑  .   [2017-12-11]. （原始内容存档于2016-03-04）.
13. ↑  .   [2017-12-11]. （原始内容存档于2017-07-29）.
14. ↑  .   [2017-12-11]. （原始内容存档于2017-07-29）.
15. ↑  .   [2017-12-11]. （原始内容存档于2017-07-29）.
16. ↑  .   [2017-12-11]. （原始内容存档于2017-07-29）.
17. ↑  .   [2017-12-11]. （原始内容存档于2017-07-29）.
18. ↑  .   [2017-12-11]. （原始内容存档于2017-07-29）.
19. ↑  .   [2017-12-11]. （原始内容存档于2017-07-29）.
20. ↑  .   [2017-12-11]. （原始内容存档于2016-03-26）.
21. ↑  .   [2017-12-11]. （原始内容存档于2016-03-27）.
22. ↑  .   [2017-12-11]. （原始内容存档于2016-03-25）.
23. ↑  .   [2017-12-11]. （原始内容存档于2016-03-27）.
24. ↑  .   [2017-12-11]. （原始内容存档于2016-03-22）.
25. ↑  .   [2017-12-11]. （原始内容存档于2017-07-30）.
26. ↑  .   [2017-12-11]. （原始内容存档于2018-11-09）.
27. ↑  .   [2020-07-29]. （原始内容存档于2019-05-02）.
28. ↑  .   [2020-07-29]. （原始内容存档于2019-12-03）.
29. ↑  .   [2020-07-29]. （原始内容存档于2020-08-04）.

## 外部連結
- 車站資訊（東中神）：東日本旅客鐵道